# Lisa Morpurgo
Lisa Morpurgo Dordoni (Soncino, Italia, 19 de mayo de 1923-Milán, Italia, 9 de mayo de 1998) fue una escritora y astróloga italiana.

## Biografía
Lisa Morpugo estudió literatura en la Universidad de Milán su tesis fue sobre Maurice Barrès.
Mientras trabajaba como traductora para casas editoriales comenzó a interesarse por la astrología. Sus inicios en este campo se remontan al trabajo de traducción del libro francés Lo Zodiaco - Segreti e sortilegi por François-Régis Bastide, lo cual despertó su curiosidad por la astrología.
Animada por sus investigaciones trazó los mapas zodiacales de algunos de sus notables amigos -en su mayoría escritores como Eugenio Montale, Dino Buzzati, Guido Piovene, Gabriel García Márquez, Mario Vargas Llosa- en un trabajo que la llevó a afirmar que en su opinión las razones por mecanismos zodiacales parecían funcionar con eficacia.
A partir de entonces, realizó una gran cantidad de supuestos descubrimientos, sosteniendo que no podía aceptar los dogmas obsoletos y fideístas de la astrología tradicional. Por lo tanto realizó la búsqueda de esos mecanismos astrológicos según ella basándose tanto en la observación como en la ciencia, que supuestamente se encontraban debajo de cada suceso.
Su práctica sin precedentes significó una verdadera revolución en la astrología tal y como se consideraba hasta ese momento y abrió nuevas vertientes.
Lisa Morpugo ha sido una pionera en una nueva corriente de pensamiento, tanto a través de sus lecciones como en sus libros, es una pauta para los astrólogos y para aquellos interesados en el zodíaco.